# Семёнов, Дмитрий Семёнович
Дмитрий Семёнович Семёнов — советский изобретатель, мастер инструментальщик, лауреат Сталинской премии.

## Биография
Дата рождения пока не выяснена, ориентировочно между 1900 и 1907 годом.
Окончил школу ФЗО, работал в разных городах на различных предприятиях.
С 1927 года — в Ленинграде, с 1928 года слесарь в артели «Красный инструментальщик».
С 1932 года мастер цеха на московском инструментальном заводе «Калибр».
Изобрёл станок для окончательной доводки плоскопараллельных концевых мер (плиток Иогансона) и универсальный угломер УН-127 («Угломер Семенова»), который выпускался заводом «Калибр» до 1990-х гг.

## Награды и премии
- Сталинская премия II степени (14 марта 1941) — за изобретение станка для окончательной доводки плоско-параллельных концевых мер (плиток Иогансона)